# Chemische Fabrik Kalle
 (juin 2013).
Chemische Fabrik Kalle est une entreprise fondée en 1863 à Biebrich (depuis 1926 Wiesbaden-Biebrich), l'un des principaux producteurs mondiaux de boyaux artificiels de saucisses à base de textile, de viscose et de matière plastique.

## Histoire

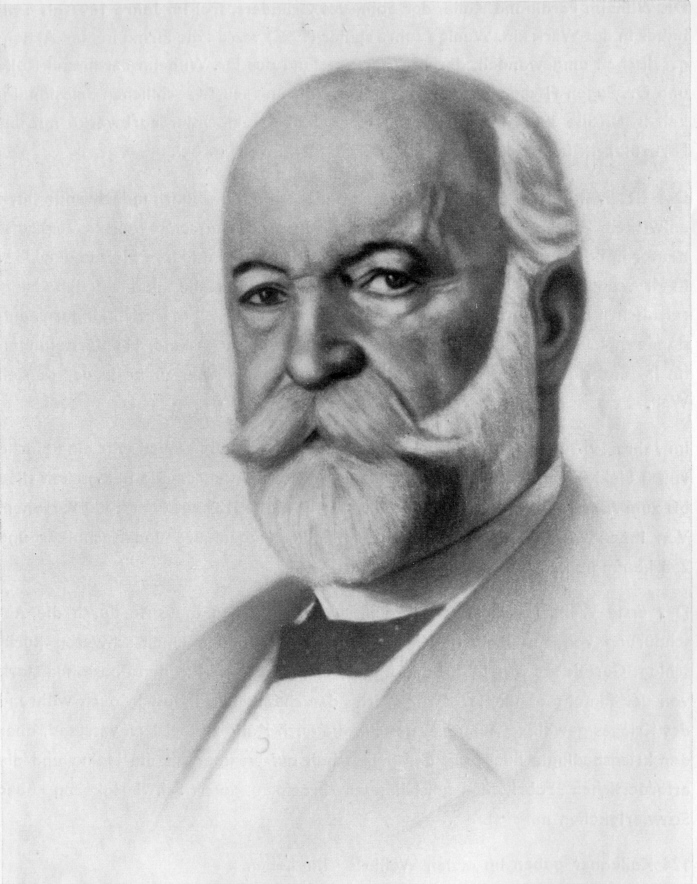
Le fondateur Wilhelm Kalle

Chemische Fabrik Kalle & Co., plus tard Kalle & Co. AG, est fondé le 8 août 1863 à Biebrich en tant que société en commandite par Wilhelm Kalle. Le commandite vient de son père qui apporte 100 000 florins comme capital de départ.
L'entreprise commence avec trois travailleurs dans des locaux loués et ne produit que des peintures. En 1885, elle commence dans les produits pharmaceutiques. Après la mort du père, le frère du fondateur, Fritz Kalle (de), devient associé en 1881. En 1897, le fils du fondateur, Wilhelm Ferdinand Kalle, devient lui aussi associé.
En 1904, Kalle devient aktiengesellschaft et comprend 664 employés. En 1907, Kalle forme une alliance avec Hoechst et Cassella.
En 1925, l'entreprise avec 2 128 employés s'associe en 1925 avec IG Farben, comme une majorité de grandes entreprises chimiques en Allemagne, formant un regroupement qui n'existait pas avant la Première Guerre mondiale. Kalle cède ses activités de coloration à Hoechst, et passe à 1239 employés en 1926.

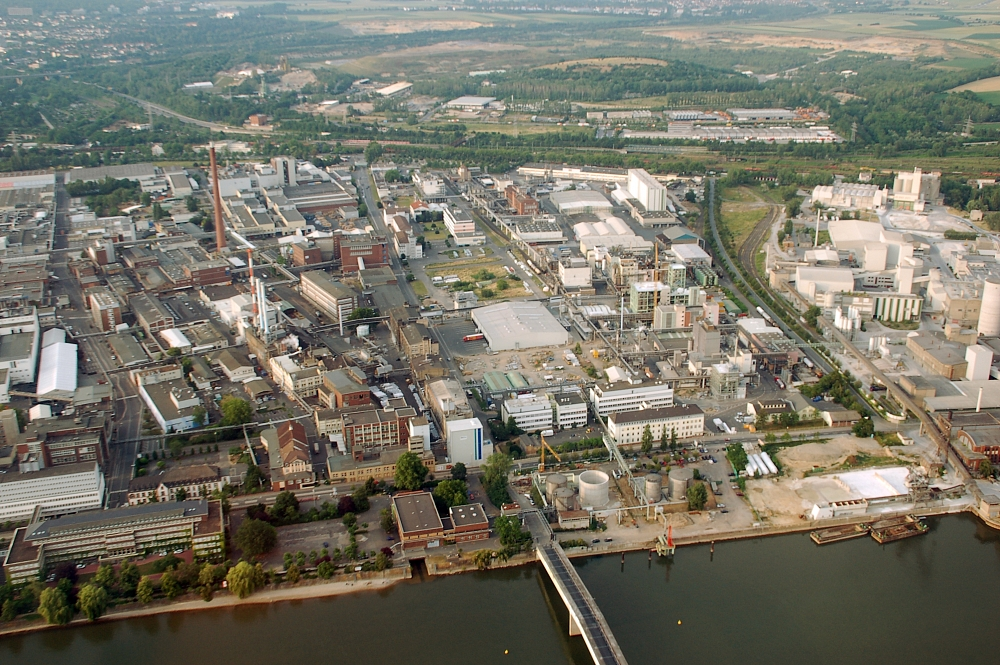
Chemische Fabrik Kalle à Wiesbaden

Avec la division de Hoechst en 1952, elle redevient une société indépendante ; cependant en tant que société par actions, elle intègre le groupe Hoechst. En 1972, l'entreprise avec 8200 salariés fusionne avec Hoechst, est rebaptisé Hoechst AG, Werk Kalle en 1986. Durant la transformation de Hoechst, le site de Werke Albert (de) à Mainz-Amöneburg connaît de nombreux licenciements.
En 1997, après la séparation de Hoechst, le site est partagé entre Kalle (Nalo) GmbH (650 employés) et Shin-Etsu Chemical, et géré par InfraServ Wiesbaden (de). Depuis 2009, l'actionnaire majoritaire est le fonds d'investissement Silverfleet Capital.

## Production
Lors de sa création en 1863, Kalle produit d'abord des colorants à base de goudron de houille. En 1885, elle commence la production de remèdes synthétiques à partir de substances contenant du goudron de houille comme le pyrrole pour la désinfection des plaies, des agents anti-tuberculeux ou l'acétanilide.
En 1923, l'entreprise commence la fabrication de produits pour le tirage contact, notamment le blueprint. En 1920, elle met au point un procédé de séchage par des vapeurs d'ammoniac. En 1932, elle lance le film Ozaphan qui permet le développement du cinéma et de la photographie amateur. Après la Seconde Guerre mondiale, l'américain Azoplate Corp. développe et produit pour Hoechst un système photosensible.
Après la cession de la production des colorants à Hoechst en 1925, l'usine produit à grande échelle dans le domaine de la chimie de la cellulose. Entre 1920 et 1922, Hermann Staudinger met au point l'éther de cellulose qui prend comme nom de marque Tylose. En 1928, démarre la production de boyaux de cellophane puis en 1929, sous le nom de Nalo, de boyaux sans soudure.
Depuis, Kalle est devenu l'un des principaux producteurs mondiaux de boyaux artificiels de saucisses à base de textile, de viscose et de matière plastique. En 1955, elle met au point de l'essuie-tout à base de cellulose et de coton et devient l'un des principaux producteurs mondiaux.